# Goniagnathus bicolor
Goniagnathus bicolor är en insektsart som beskrevs av William Lucas Distant 1918. Goniagnathus bicolor ingår i släktet Goniagnathus och familjen dvärgstritar. Inga underarter finns listade i Catalogue of Life.